# Pompejus Bolley
Pompejus Alexander Bolley, född den 7 maj 1812 i Heidelberg, död den 3 augusti 1870 i Fluntern, Zürich var en tysk-schweizisk kemist som främst är känd för sina arbeten med färgämnen och sin kemisk-tekniska handbok.

## Levnad
Bolley studerade mineralogi och kemi vid Heidelbergs universitet där han erhöll doktorsexamen 1836, varefter  han var assistent åt Leopold Gmelin under ett år. På grund av sitt medlemskap i Alte Heidelberger Burschenschaft och engagemang för Tysklands enande dömdes han till sex månaders fängelse , vilket medförde att han utvandrade till Schweiz där han 1838 fick tjänst som professor i kemi vid kantonskolan i Aarau. Han blev schweizisk medborgare 1851. Under sina sexton år som lärare vid skolan gav han under tretton år, tillsammans med andra professorer, ut tidskriften Schweizerische Gewärbeblatt och 1853 gavs första upplagan av Bolleys Handbuch der technisch-chemischen Untersuchungen ut.
1854 ingick Bolley i kommissionen för upprättandet av reglementet för Eidgenössische Polytechnikum i Zürich, och utnämndes, när skolan öppnades året därpå, till dess professor i teknisk kemi - en tjänst han behöll till sin död. Han var därutöver rektor för skolan från 1859 till 1865. Från 1856 och framåt gav han tillsammans med Johann Heinrich Kronauer ut Schweizerische polytechnische Zeitschrift i vilken han själv bidrog med över 60 artiklar.
Bolley ingick i juryn vid världsutställniingen i London 1851 och var domare vid den i Paris 1867.

## Publikationer
- Handbuch der technisch-chemischen Untersuchungen:
  - Första upplagan 1853
    - Manual of technical analysis, översättning till engelska av Benjamin Horatio Paul 1857

  - Andra upplagan 1861
  - Tredje upplagan 1865
  - Fjärde upplagan 1874, bearbetad av Emil Kopp
  - Femte upplagan 1879, bearbetad av Carl Stahlschmidt
  - Sjätte upplagan 1888, bearbetad av Carl Stahlschmidt
- Handbuch der chemischen Technologie, i åtta band, i sin tur indelade, utgivning av delarna från 1862 till 1889 (efter Bolleys död tog Karl Birnbaum över som utgivare), diverse medförfattare.[6]
- Altes und Neues aus Farbenchemie und Färberei, 1867.